# Третьи новые
Третьи новые (яп. 第三の新人 Дайсан-но синдзин) — неформальная японская литературная группа, объединившая писателей, дебютировавших преимущественно в период с 1953 по 1955 год. Название «третьи новые» впервые было употреблено критиком Кэнкити Ямамото. В отличие от первого (Хироси Нома, Сёхэй Оока и др.) и второго (Кобо Абэ, Юкио Мисима и др.) поколений послевоенной японской литературы, ориентированных в основном на европейскую романную традицию, творчество «третьих новых» ознаменовало возврат к интроспективности специфически японской я-литературы и малой форме. В числе наиболее выдающихся представителей Дзюнноскэ Ёсиюки, Сюсаку Эндо, Сётаро Ясуока.

## История возникновения термина
В опубликованной в 1953 году в январском выпуске журнала «Литературный мир» (文学界) статье «Третьи новые» критик Кэнкити Ямамото для общего обозначения группы писателей нового поколения (Ясуока, Ёсиюки и др.), которое возникло в литературе «дзюнбунгаку», впервые использовал соответствующее название, закрепившееся в терминологии японского литературоведения. Более конкретный смысл был вложен в это название, однако, только в 1955 году в опубликованном в сентябрьском выпуске того же журнала эссе видного литературоведа Тацу Хаттори, определившего литературу «третьих новых» как литературу о находящихся на периферии общества маленьких людях города, считающихся в том или ином смысле неполноценными и бесперспективными, будь то жалкий калека или отчисленный из университета студент-неудачник.

## Характерные черты литературы «третьих новых»
Основной особенностью литературы «третьих новых» стал фокус на отображении повседневной, даже заурядной, человеческой жизни вместо осмысления собственного, катастрофического, военного опыта или других экстремальных условий человеческого существования, что было весьма характерно для послевоенных писателей Японии первой и второй волны. Другими сущностными чертами этих предшествовавших «третьим новым» авторов была явная политизированность литературы, экзистенциалистские настроения и отторжение реализма и эгобеллетристики. В литературе же «третьих новых» все это было практически сведено к нулю, а отвергавшееся было заново подхвачено. Героем её стал просто обычный слабый человек, не стремящийся к какому бы то ни было протесту и радикальному изменению общества. Общественный масштаб сменился камерностью глубоких личных переживаний.

## Премия Акутагавы и её значение для «третьих новых»
После присуждения в 1953 году Сётаро Ясуоке премии Акутагавы, один за другим её были удостоены Дзюнноскэ Ёсиюки, Нобуо Кодзима, Дзюндзо Сёно, Сюсаку Эндо и некоторые другие, в результате чего стало очевидным появление в японском литературном мире группы неординарных и близких друг другу по духу писателей. Несмотря на то, что по своему характеру группа никогда не была достаточно однородной, принадлежность к одному кругу была видна в выборе тем и форме, органичности для них жанра я-литературы и аполитичности, за что они зачастую подвергались и критике. Более того, то, что многие «третьи новые» были награждены премией Акутагавы, не говорило вовсе об автоматическом широком признании их произведений, скорее даже наоборот. К тому же сама премия Акутагавы обрела свой престижный статус лишь в 1955 году, когда её во втором полугодии при несколько скандальных обстоятельствах получил Синтаро Исихара. Примечательно, что в первом полугодии лауреатом был завершивший начатую Ясуокой серию побед «третьих новых» Сюсаку Эндо, по отношению к литературному будущему которого, как и других его единомышленников, высказывались весьма скептические мнения. Хотя были и примечательные исключения, например, в лице знаменитого своей принципиальностью редактора журнала «Гундзо» Фусао Окубо, стимулировавшего Ясуоку и Ёсиюки к написанию их первых работ крупной формы. С другой стороны, сначала Исихара, а затем другие яркие писатели вроде Кэндзабуро Оэ и Морио Кита, удостоенные премии в те же годы, переключили на себя общественное внимание, оставив «третьих новых» в тени и несколько исказив само понятие третьей волны послевоенной литературы, которая как некоторое обозначение начало утрачивать свой смысл. В ответ на это сами «третьи новые» поступили в духе близком собственной художественной системе: без сенсационных манифестов, протестов и скандалов они продолжили каждый идти своим ещё ранее намеченным неповторимым творческим путём. Громкие высказывания были изначально чужды им. По прошествии лет ко многим из этих писателей пришло подлинно международное признание (самый яркий в этом смысле случай — Эндо), подтвердив тем самым правильность их интуиций о собственном месте в искусстве и особом к нему пути.

## Общее и неоднородное. Особенности творчества Эндо и Агавы и их признание
Естественно, что с обретением писателями зрелости, начинали рельефно выступать и их индивидуальные отличия, а сама изначальная идея группы обрела полифоничность. В этом смысле, по-мнению Ясуоки, в группе всегда явно выделялись Эндо и Агава. Первый главной своей темой сделал японское истолкование христианства, а второй отчасти продолжил традицию своих предшественников (Оока, Нома и др.), развивая военную тему. Аналогичного мнения придерживается и Фусао Окубо, литературный критик, больше, чем кто-либо другой сделавший для «третьих новых», видя в Эндо и Агаве своего рода «маргиналов» этого круга. По замечанию того же Окубо, «типичным для „третьих новых“ было бы сделать героем произведения не кого-нибудь вроде Исороку Ямамото, а не хватавшего с неба звёзд рядового, не Деву Марию, а обычную проститутку». И Эндо, и Агава, на которых прозрачно намекает Окубо, вносили диссонанс в эстетику группы. Отчасти этим, а также политической консервативностью их обоих (присущей в разной степени, впрочем, и многим другим «третьим новым»: Сюмон Миура, Аяко Соно и даже Ясуока, некоторое время находившийся под влиянием левых идей, тяготели к консервативизму) объясняется и присуждение именно им престижного Императорского ордена культуры, миновавшее «неудобных» послевоенных писателей левого толка.

## Основные представители
- Нобуо Кодзима (1915—2006)
- Тосио Симао (1917—1986)
- Тан Онума (1918—1996)
- Кэйтаро Кондо (1920—2002)
- Сётаро Ясуока (1920—2013)
- Хироюки Агава (1920—2015)
- Дзюндзо Сёно (1921—2009)
- Сюсаку Эндо (1923—1996)
- Дзюнноскэ Ёсиюки (1924—1994)
- Сюмон Миура (1926—2017), также к «третьим новым» некоторые причисляют его супругу Аяко Соно (р. 1931)